# Régence de Tripoli
1551–1911
Entités précédentes :
- Sultanat hafside de Tunis
- Ordre de Saint-Jean de Jérusalem (Ville de Tripoli)

Entités suivantes :
- Libye italienne

La régence de Tripoli ou vilayet de Tripoli (en arabe ولاية طرابلس الغرب) était une province plus ou moins autonome de l'Empire ottoman, fondée au XVIe siècle et correspondant au territoire de l'actuelle Tripolitaine (flanc Est de la Libye). Possession ottomane à partir de la conquête de Tripoli en 1551, elle gagna en autonomie sous le règne de la famille Karamanli et fut gouvernée à la manière d'un véritable état jusqu'en 1835, date à laquelle l'administration ottomane reprit sa gestion directe. Sa capitale se distingua par sa grande prospérité marchande, maritime et corsaire. En 1911, son territoire est conquis par l'Italie lors de la guerre italo-turque, et devient une colonie, la Libye italienne.
L'actuelle Cyrénaïque (flanc ouest de la Libye) a été un territoire dominé par les Arabes, jusqu'en 1875 où elle devient un Sandjak, le Sandjak de Benghazi jusqu'en 1892.

## Histoire

### Conquête ottomane
En 1510, Pedro Navarro s'empare de Tripoli pour le compte de la Monarchie catholique espagnole. Mais la conquête demeure fragile et en 1530 Charles Quint la cède, ainsi que Malte, aux Hospitaliers de l'ordre de Saint-Jean de Jérusalem. En 1551, les troupes du sultan ottoman Soliman le Magnifique s'en emparent. Le corsaire Dragut est nommé pacha, les Turcs voulant faire de Tripoli une importante base maritime pour leurs conquêtes et la guerre de course. En 1560, les Espagnols échouent devant Djerba, ce qui met un terme à tout espoir de reconquête chrétienne de la région. Le Fezzan est totalement soumis vers 1577.

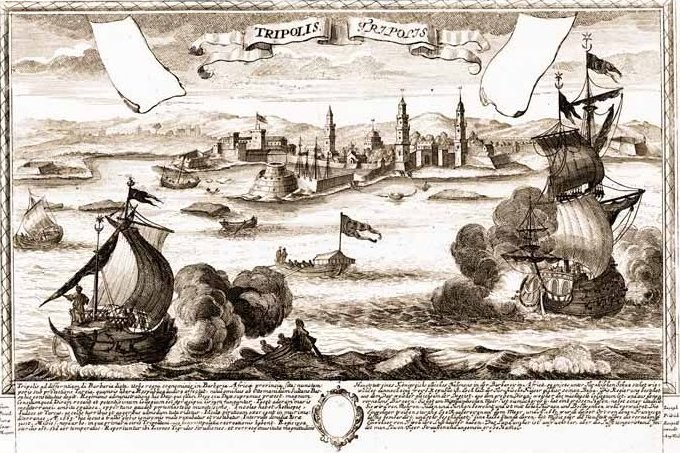
Prise de Tripoli par les Ottomans, en 1551.

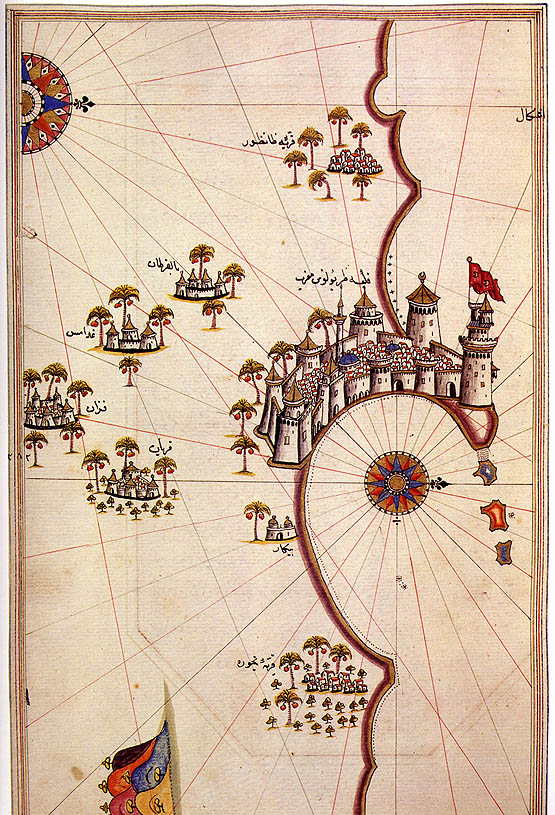
Tripoli au XVIe siècle
par Piri Reis

Le gouvernement de la régence est confié pour trois ans à un pacha, assisté d'un divan (conseil de gouvernement) composé d'officiers expérimentés. Dans la pratique, les janissaires exercent une forte influence sur le divan, et s'emploient à faire nommer l'un des leurs au poste de pacha. Certains pachas parviennent à introduire une certaine stabilité gouvernementale : Benghazi et, au XVIIIe siècle, la Cyrénaïque, sont repeuplés mais, outre l'influence des janissaires, une grande partie du pouvoir demeure aux mains des dynasties locales : en 1585, l'un des pachas envoyés par l'Empire est assassiné. Les navires tripolitains jouent alors un rôle crucial dans l'activité corsaire en mer Méditerranée, où ils affrontent les marins hospitaliers, ainsi que les Français et les Néerlandais.

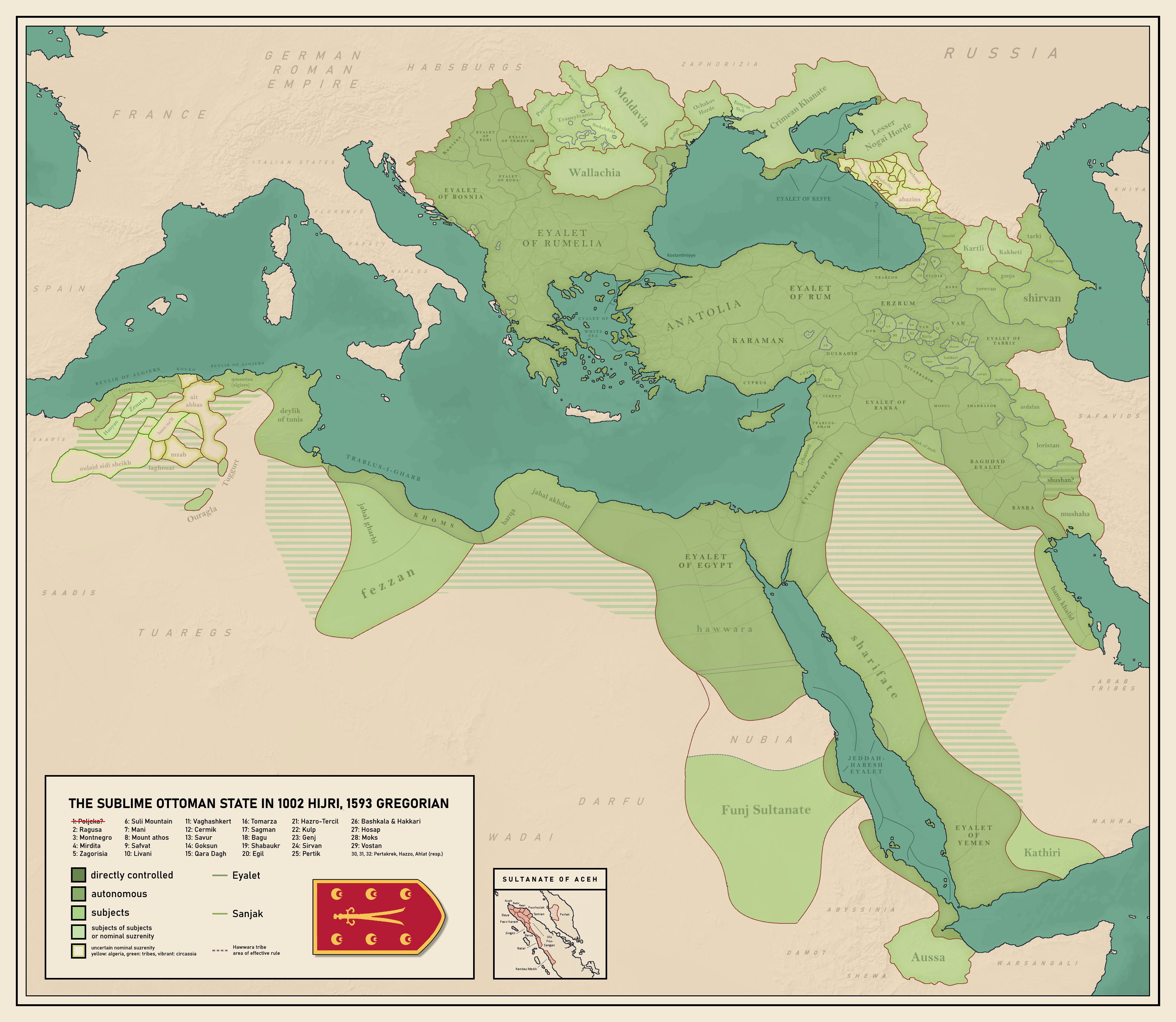
Carte détaillée de l’Empire ottoman.

La régence tire ses revenus du carrefour commercial de Tripoli. La ville portuaire se trouve au débouché des routes du commerce transsaharien qu'elle connectait au négoce méditerranéen. Elle abrite un gigantesque marché aux esclaves, bénéficiant à la fois des captures subsahariennes et chrétiennes. En plus du commerce, les Tripolitains sont la troisième base corsaire musulmane derrière les régences d'Alger et de Tunis. Ils livrent une guerre de course aux chrétiens à travers toute la Méditerranée, s'opposant aux Espagnols, aux Hospitaliers de Malte et aux cités italiennes de Gênes, bien que ces dernières soient également des partenaires commerciaux.
À l'intérieur du pays, les tribus, nomades ou semi-nomades, Touaregs, Arabes ou Berbères, constituent la véritable armature de la société et de l'économie, notamment dans le Fezzan et le Djebel Akhdar. En dehors de Tripoli elle-même, l'élément citadin compte assez peu. Les Juifs (cf. Histoire des Juifs en Libye) sont présents à Tripoli et, dans une moindre mesure, à Benghazi. L'autorité centrale ottomane demeure purement nominale en dehors de Tripoli : l'accord des tribus est indispensable pour procéder à une levée d'hommes ou percevoir le tribut.

### La dynastie Karamanli
En juillet 1711, Ahmad, chef de la famille Karamanli, s'empare du pouvoir. Soutenu par un mouvement populaire et par le divan de Tripoli, il élimine le pacha envoyé par Constantinople et finit par être reconnu par le sultan Ahmed III, qui lui accorde les titres de beylerbey et de pacha. Rapidement, Tripoli acquiert une indépendance de fait et devient une cité-État : les trois premiers souverains de la dynastie Karamanli sont efficaces et conduisent le pays sur la voie d'une certaine prospérité. La guerre de course existe toujours, mais est tempérée par les traités conclus entre le pacha et les puissances européennes. Tripoli est un centre commercial florissant, échangeant notamment avec Marseille jusqu'à la Révolution française. Outre Tripoli et Benghazi, les ports de Misrata et Derna se développent et deviennent des étapes commerciales importantes.
À partir de 1790, cependant, la dynastie régnante est divisée par de violents conflits : Yousouf Karamanli assassine son frère aîné Hassan et prend les armes contre son père Ali et son autre frère Ahmad. Vainqueur, il est bientôt menacé par de nombreux périls, notamment lors de la détérioration des relations avec les États-Unis, qui tentent de faire renouveler la protection pour leurs navires. L'échec des négociations entraîne des attaques de Tripoli par des escadres américaines lors de la guerre de Tripoli (1803-1805) : le pacha est finalement amené à traiter lorsque les Américains appuient son frère Ahmad et s'emparent de Derna.
À partir de 1816, la régence est parcourue par des révoltes internes, d'abord dans le Djebel Akhdar, puis dans le sud. Le pacha Youssouf finit par abdiquer en 1832 en faveur de l'un de ses fils. Devant le désordre régnant, et craignant que les Français, qui ont alors déjà conquis l'ancienne régence d'Alger en 1830, ne mettent également la main sur Tripoli, le gouvernement ottoman décide de reprendre le contrôle direct du pays.

### La reprise en main par Constantinople

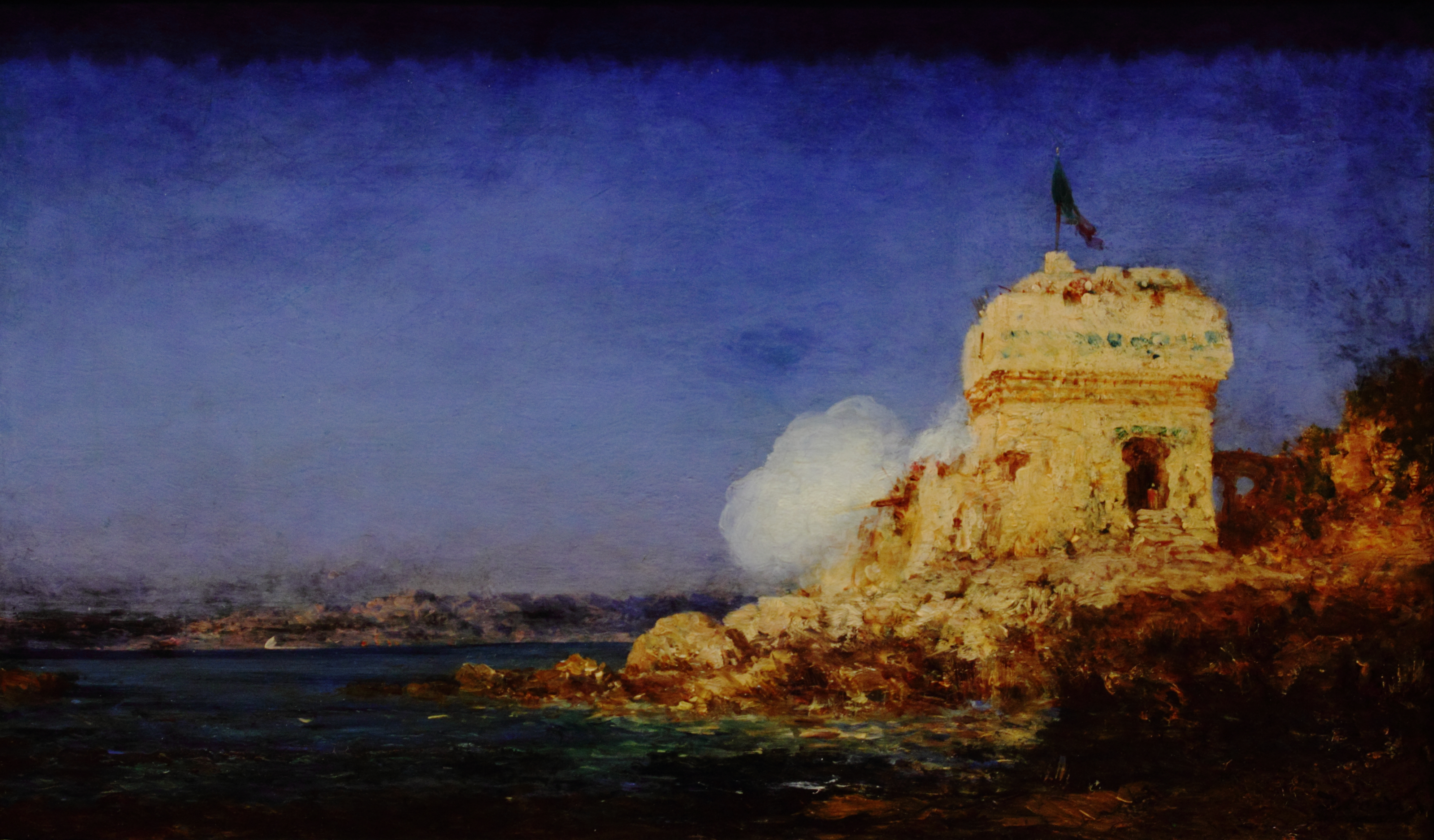
Le Salut : Coup de canon, Libye
Félix Ziem, 1882
Musée des Beaux-Arts de Rennes

En 1835, le ministre de la guerre turc en personne, Najib Pacha, débarque à Tripoli, dépose et exile la famille Karamanli et rétablit l'autorité directe de la Sublime Porte. L'administration est réorganisée, sous les ordres d'un Wali, lui-même aidé d'un commandant des troupes, d'un intendant aux finances, et de cinq responsables de Sandjaks sous les ordres directs de l'administration centrale. À l'intérieur du pays, des garnisons sont envoyées pour mater les rebelles : Abd el-Gelil, qui avait menacé l'autorité de Yousouf pacha, est vaincu en 1842. Jusque dans les années 1880, des révoltes, menées notamment par des tribus touaregs, doivent être périodiquement réprimées.
Malgré la réorganisation de la régence par les Ottomans, le pouvoir central continue d'être trop détaché des réalités du pays. Vers 1840, Mohammed bin Ali Al-Sanoussi, originaire de Mostaganem, se fixe en Cyrénaïque et y fonde sa propre zaouïa. Son action contribue à revitaliser la foi islamique et à apaiser les rivalités entre tribus. Le pays se couvre de nouvelles zaouïas : le chef de la confrérie al-Sanusi est considéré comme un Mahdi, ce qui suscite la méfiance des Ottomans : en 1895, la famille al-Sanusi doit se retirer à Koufra, qui devient le nouveau centre de la confrérie, qui gagne en puissance dans le Fezzan, le Sahara central et le Djebel Akhdar. D'autres mouvements religieux apparaissent, comme celui de Ghouma Mahmoudi, qui regroupe les tribus de la Tripolitaine et prépare un plan d'autonomie de la région où le divan serait composé de notables élus, qui choisiraient ensuite le wali, ne laissant au sultan qu'un autorité nominale. Ce mouvement reçoit notamment le soutien du consul de l'Empire français : en 1855, les Turcs parviennent à réduire les autonomistes et à exiler Ghouma Mahmoudi,.

### La guerre contre l'Italie et la fin de la régence
La relative instabilité interne de la régence s'accompagne de menaces extérieures, notamment du fait des ambitions coloniales des grandes puissances européennes en Méditerranée.
Frustré par l'expansion de la France, qui a établi son protectorat sur la Tunisie et du Royaume-Uni, qui occupe le khédivat d'Égypte, le royaume d'Italie a de son côté vu ses propres ambitions coloniales bridées par sa défaite contre l'Éthiopie. Désireuse de développer son Empire colonial, l'Italie voit dans l'ancienne province antique de « Libye » le territoire le plus aisé à conquérir; elle peut, par ailleurs, se prévaloir de l'avoir déjà possédée sous l'Empire romain. La bienveillance de la France et du Royaume-Uni à l'égard de leurs ambitions encourage les Italiens à agir et, en septembre 1911, l'Italie remet un ultimatum à la Sublime Porte, annonçant son intention d'occuper la Tripolitaine et la Cyrénaïque pour garantir la vie et les biens de ses propres sujets présents dans le pays. La guerre italo-turque bien que plus difficile que prévu pour les Italiens, tourne finalement à leur avantage malgré leur défaite face aux turco-libyens commandés par Mustafa Kemal a la Bataille de Tobrouk, le 22 novembre. Le 5 novembre 1911 avant l’affrontement de Tobrouk, un décret royal déclare la Tripolitaine et la Cyrénaïque parties intégrantes du royaume d'Italie. La première phase de la guerre est marquée par des violences extrêmes : massacre de plusieurs milliers de civils par l'armée italienne au cours de la bataille de Sciara-Sciat (23-26 oct. 1911); découverte de corps de soldats italiens mutilés par les Turco-arabes à Henni (26 nov.) et enfin instauration par les Italiens d'une politique de terreur par le recours à la pendaison publique (décembre 1911). Ces violences sont documentées grâce aux correspondants de guerre présents à Tripoli, notamment Thomas Grant du Daily Mirror et Gaston Chérau du Matin. Au printemps 1912, la zone côtière est entre les mains des Italiens. Le 17 octobre 1912, par le traité d'Ouchy, l'Empire ottoman renonce à sa souveraineté sur les régions conquises par l'Italie.